# Louis Joseph Watteau
Louis Joseph Watteau (10 de abril de 1731 - 17 de agosto de 1798), conocido como el "Watteau de Lille" (un título también otorgado a su hijo) fue un pintor francés activo en Lille.

## Semblanza
Watteau nació en Valenciennes. Su padre Noël Joseph Watteau (1689-1756) era hermano de Antoine Watteau, el pintor de temas galantes, y él mismo era el padre del pintor François Watteau.
Jugó un papel decisivo en la fundación de lo que se convertiría en el Palacio de Bellas Artes de Lille, inaugurado en 1803, al producir el primer inventario de pinturas confiscadas por el estado durante la Revolución francesa.
Murió en Lille, a los 67 años de edad.

## Trabajos
- La Jolie colombe, óleo sobre madera, Museo de Bellas Artes de Valenciennes
- La 14ème expérience aérostatique de M. Blanchard, óleo sobre lienzo, Museo del Hospicio Comtesse, Lille
- Le Bombardement de Lille, óleo sobre lienzo, Museo del Hospicio Comtesse, Lille
- Le retour des Aéronautes Blanchard et Lépinard, óleo sobre lienzo, Museo del Hospicio Comtesse, Lille